# Confine tra Montenegro e Serbia
Il confine tra il Montenegro e la Serbia è la linea di demarcazione tra questi due paesi che si estende per 157 km, non considerando il tracciato che riguarda il Kosovo, repubblica che ha dichiarato la propria indipendenza dalla Serbia.   
Il Montenegro considera di condividere una frontiera comune col Kosovo riconoscendone l'indipendenza il 9 ottobre 2008. 

## Geografia
Il confine inizia a nord dalla triplice frontiera con la Bosnia ed Erzegovina e prosegue in direzione sud-est a nord della città montenegrina di Pljevlja. A nord di Bijelo Polje, attraversa il fiume Lim, passando per la città di Rožaje da est, per raggiungere i monti Mokra Gora. Da lì raggiunge la triplice frontiera con il Kosovo. 
Le strade principali tra i due Stati: 
- Pljvelja (Montenegro) - Priboj (Serbia)
- Bijelo-Polje (Montenegro) - Prijapolje (Serbia).

## Storia
Il confine ha un'origine antica. Fu istituito per la prima volta con un trattato il 12 novembre 1913, in cui Serbia e Montenegro stabilirono la divisione del Sangiaccato di Novi Pazar. Il confine rimase fino al 1918, quando il Montenegro fu incluso nel Regno dei Serbi, Croati e Sloveni e dal 1929 nel Regno di Jugoslavia- Nel 1945, i due paesi hanno fatto parte della Repubblica Socialista Federale di Jugoslavia. Dopo lo dissoluzione della Jugoslavia nel 1991, Serbia e Montenegro hanno continuato a mantenere la federazione jugoslava fino al 2006, quando il Montenegro ha proclamato la propria indipendenza.